# Shabbona
Shabbona is een plaats (village) in de Amerikaanse staat Illinois, en valt bestuurlijk gezien onder DeKalb County.

## Demografie
Bij de volkstelling in 2000 werd het aantal inwoners vastgesteld op 929. In 2006 is het aantal inwoners door het United States Census Bureau geschat op 948, een stijging van 19 (2,0%).

## Geografie
Volgens het United States Census Bureau beslaat de plaats een oppervlakte van 1,9 km², geheel bestaande uit land.

## Plaatsen in de nabije omgeving
De onderstaande figuur toont nabijgelegen plaatsen in een straal van 20 km rond Shabbona.